# ناحیه شیخان‌طهور
ناحیه شیخان‌طهور (به ازبکی: Shaykhontohur) یک منطقهٔ مسکونی در ازبکستان است که در تاشکند واقع شده‌است. ناحیه شیخان‌طهور ۲۷٫۲ کیلومتر مربع مساحت و ۲۸۵٬۸۰۰ نفر جمعیت دارد.